# Grabina Radziwiłłowska
Grabina Radziwiłłowska (dawniej Grabina) – wieś w Polsce położona w województwie mazowieckim, w powiecie żyrardowskim, w gminie Puszcza Mariańska. Ma status sołectwa.
Wieś położona jest w otulinie Bolimowskiego Parku Krajobrazowego. W Grabinie Radziwiłłowskiej działa jednostka OSP założona w 1928 roku.

## Historia
Od 40 - 50 lat obserwowana jest ewolucja charakteru miejscowości - z wiejskiej zdominowanej przez sektor rolniczy w podmiejską. Do 1990 roku zauważalna była wzmożona tendencja do podejmowania najemnej pracy zarobkowej przez mieszkańców w zakładach państwowych w Skierniewicach, Żyrardowie, Grodzisku Mazowieckim, Ursusie i Warszawie. Rozwój aktywności uwarunkowany był poprawą połączeń komunikacyjnych z otoczeniem - położenie bezpośrednio przyległe do trasy dawnej Kolei Warszawsko-Wiedeńskiej, ze szczególnym uwzględnieniem stacji kolejowej w Radziwiłłowie. Stąd też Grabina Radziwiłłowska była w gminie jedną z miejscowości, które najszybciej przekształciły się w osiedla.
W 1927 r. rozporządzeniem Rady Ministrów miejscowość przeniesiona z gminy Bolimów (powiat łowicki), do gminy Korabiewice.
W latach 1977–1976 w gminie Skierniewice. Wyróżnik Radziwiłłowska wprowadzono w 1973 roku w celu odróżnienia jej od drugiej Grabiny w gminie Skierniewice (nazywanej odtąd Miedniewicką). 
W latach 1975–1998 miejscowość administracyjnie należała do województwa skierniewickiego.

## Dojazd
Koleją - ze Skierniewic i Warszawy do stacji Radziwiłłów Mazowiecki, położonej w bezpośrednim sąsiedztwie wsi. Pociągi w obu kierunkach odjeżdżają średnio co godzinę. Podróż do centrum Warszawy zajmuje od 50 do 70 minut.
Samochodem - ze Skierniewic i Warszawy drogą wojewódzką nr 719, należy skręcić w Puszczy Mariańskiej w kierunku Radziwiłłowa Mazowieckiego. Podróż do granic Warszawy zajmuje ok. 50 minut.
| Plan miejscowości |  | - Powierzchnia ogółem - 436,85 ha, w tym: - Grunty orne - 37,39% - Łąki i pastwiska - 19,64% - Lasy - 26,76% - Tereny zabudowane - 9,01% - Drogi - 3,38% - Wody - 2,24% - Pozostałe - 1,57% |